# Troglohyphantes cirtensis
Troglohyphantes cirtensis là một loài nhện trong họ Linyphiidae.
Loài này thuộc chi Troglohyphantes. Troglohyphantes cirtensis được Eugène Simon miêu tả năm 1910.